# L’Arte Musicale in Italia
L’Arte Musicale in Italia: pubblicazione nazionale delle piu importanti opere musicali italiane dal secolo XIV al XVIII, tratte da codici, antichi manoscritti ed edizioni primitive, scelte, trascritte in notazione moderna/messe in partitura, armonizzate ed annotate da Luigi Torchi (Die Tonkunst in Italien: nationale Veröffentlichung der wichtigsten italienischen Werke aus dem 14. bis 18. Jahrhundert, entnommen aus Codices, alten Manuskripten und ursprünglichen Ausgaben, ausgewählt, in moderne Notation transkribiert und in Partitur gesetzt, harmonisiert und annotiert von Luigi Torchi) ist eine siebenbändige, von Luigi Torchi (1858–1920) herausgegebene Reihe zu den Denkmälern der Tonkunst in Italien, von wichtigen italienischen Werken aus dem 14. bis 18. Jahrhundert, die zuerst 1897–1908 in Mailand (Milano) bei Ricordi erschien. Sie enthält sowohl geistliche als auch weltliche mehrstimmige Werke, Instrumentalmusik und Opernmusik.

## Inhaltsübersicht
- 1. Composizioni sacre e profane a piu voci, secolo Xvi. 
  - mit Werken von Jacobo di Bologna, Bartolomeo Tromboncino, Costanzo Festa, Simon Ferrarese, Baldassare Donato, Vincenzo Ruffo, Alessandro Striggio u. a.
- 2. Composizioni sacre e profane a piu voci, secolo Xvi. 
  - mit Werken von Giovanni Maria Nanini da Vallerano, Giovanni Croce, Leone Leoni, Andrea Gabrieli, Giovanni Gabrieli, Luca Marenzio, Orazio Vecchi, Giacomo Gastoldi u. a.
- 3. Composizioni per organo o cembalo dei secoli Xvi, Xvii, Xviii. 
  - mit Werken von Gerolamo Cavazzoni, Antonio Valente, Vincenzo Pellegrini, Bertoldo Sperindio, Andrea Gabrieli, Annibale Padovano, Claudio Merulo, Giovanni Gabrieli, Giovan Paolo Cima, Ascanio Majone, Luzzasco Luzzaschi, Costanzo Antegnati, Gabriel Fatorini, Girolamo Diruta u. a.
- 4. Composizioni a piu voci, secolo Xvii.
  - mit Werken von Carlo Gesualdo, Marco da Gagliano, Pietro Eredia, Claudio Monteverdi, Gasparo Torelli, Orazio Vecchi, Adriano Banchieri
- 5. Composizioni ad una e piu voci, secolo Xvii. 
  - mit Werken von Giacomo Carissimi, Stefano Landi, Jacopo Peri, Virgilio Mazzocchi, Luigi Rossi, Francesca Caccini, Alessandro Scarlatti u. a.
- 6. La Musica scenica, secolo Xvii. 
  - "L'Euridice" von Jacopo Peri(im Klavierauszug d. Hg.); "Il Combattimento die Tancredi e Clorinda" (Partitur u. Klavierauszug) u. "Il Ballo delle Ingrate" (Klavierauszug) (Claudio Monteverdi) Digitalisat
- 7. Musica instrumentale, secolo Xvii.
  - mit Werken von Biago Marini, Gio Battista Fontana, Martino Pesenti, Andrea Falconiero, Gio Battista Vitali, Gio Battista Bassani, Marco Uccellini